# Màxims i mínims
|  | No s'ha de confondre amb Màxim i mínim (elements). |

Màxims i mínims locals i globals de cos(3πx)/x, 0,1≤x≤1,1

En matemàtiques, dels màxims i dels mínims, se'n diu de forma general extrems. Són el valor més gran (màxim) o el més petit (mínim), que pren una funció, ja sigui en un entorn del punt (extrem local) o en tot el domini (extrem global).

## Definicions
Es defineix màxim com
| Donada una funció real {\displaystyle \,f(x)}, es diu que té un màxim local al punt {\displaystyle \,x_{0}}, si existeix algun entorn reduït de {\displaystyle \,x_{0}}, que simbolitzarem per {\displaystyle E_{x_{0}}^{*}}, tal que {\displaystyle \forall x\in E_{x_{0}}^{*}:f(x)\leq f(x_{0})}. |

Del valor de la funció en aquest punt se'n diu màxim de la funció.
En la gràfica d'una funció, els seus màxims locals tenen l'aspecte de cims dels turons.
De manera similar, una funció té un mínim local si 
| Donada una funció real {\displaystyle \,f(x)}, es diu que té un mínim local al punt {\displaystyle \,x_{0}}, si existeix algun entorn reduït de {\displaystyle \,x_{0}}, que simbolitzarem per {\displaystyle E_{x_{0}}^{*}}, tal que {\displaystyle \forall x\in E_{x_{0}}^{*}:f(x)\geq f(x_{0})}. |

Del valor de la funció en aquest punt se'n diu mínim de la funció.
En la gràfica de la funció, els seus mínims tenen l'aspecte de fons de les valls.
Una funció té un màxim global a {\displaystyle \,x_{0}}, si {\displaystyle f(x_{0})\geq f(x)\forall x\in D}.
De manera similar, una funció té un mínim global a {\displaystyle \,x_{0}}, si {\displaystyle f(x_{0})\leq f(x)\forall x\in D}.
Qualsevol extrem global ha de ser també un extrem local, però no tots els extrems locals són màxims o mínims globals.
Terminologia: El termes local i global són sinònims de relatiu i d'absolut respectivament. Extrem és un terme que inclou tant màxim com mínim: un extrem local és un màxim o un mínim, local o relatiu, i un extrem global és un màxim o un mínim, global o absolut.
Dominis restringits: Pot haver-hi màxims i mínims de funcions, el domini de les quals no inclou tots els nombres reals. Una funció real, el domini de la qual és un conjunt qualsevol pot tenir un màxim i un mínim globals. També hi pot haver màxims i mínims locals, però només si el domini és un conjunt on hi ha definit el concepte d'entorn. Un entorn juga el paper d'un conjunt de x tal que {\displaystyle |x-x^{*}|<\epsilon }.
Una funció real contínua sobre un conjunt compacte sempre té màxim i mínim en el conjunt. Un exemple important és una funció el domini de la qual és un interval real tancat i afitat (vegeu la gràfica de més amunt). El requisit de què hi hagi un entorn del punt, impedeix que els extrems locals es puguin donar en els punts finals o inicials d'un interval. Així no és sempre veritat, pel cas de dominis finits que els extrems globals hagin de ser també extrems locals.
Terminologia: El terme òptim, depenent del context pot substituir, un o tots dos, els termes màxim o mínim. Alguns problemes d'optimització busquen un màxim global mentre que d'altres busquen un mínim.

## Trobar màxims i mínims
Els extrems locals es poden trobar gràcies al teorema de Fermat que en essència diu que si una funció té un extrem local en un punt i és derivable en aquest punt llavors la derivada en aquest punt val zero. Això dona una condició necessària però no suficient perquè en un punt una funció tingui un extrem local: que la seva derivada sigui zero, per tant derivar la funció i plantejar l'equació de què la seva derivada sigui igual a zero permet de trobar els punts candidats a ser els extrems.
Llavors cal identificar quins d'aquest punts (punts estacionaris) corresponen a màxims, quins corresponen a mínims i quins a punts d'inflexió. Això es fa amb el test de la derivada segona i successives. Per a trobar el màxim o el mínim absolut d'una funció definida a trossos, es troben els màxims i mínims relatius a cada tros i els valors als extrems; llavors es busca quin és el valor més gran de tots per a trobar el màxim absolut (o el més petit per a trobar el mínim absolut).

## Exemples

- La funció x² té un únic mínim global a {\displaystyle x=0}.
- La funció x3 no té màxims ni mínims. Tot i que la derivada primera (3x²) val 0 a {\displaystyle x=0}, és un punt d'inflexió.
- La funció x3/3 − x té com a derivada primera x² − 1 i com a derivada segona 2x. Igualant a 0 la derivada primera i resolent x dona els punts estacionaris −1 i +1. A parir del signe de la derivada segona es veu que −1 és un màxim local i que+1 és un mínim local. Fixeu-vos que aquesta funció no té màxim ni mínim global.
- La funció |x| té un mínim global a {\displaystyle x=0} que no es pot trobar emprant derivades perquè no és derivable a {\displaystyle x=0}.
- La funció cos(x) té infinits màxims globals a 0, ±2π, ±4π, …, i infinits mínims globals a ±π, ±3π, ….
- La funció 2 cos(x) − x té infinits màxims i mínims locals, però no té màxim ni mínim globals.
- La funció cos(3πx)/x amb 0,1 ≤ x ≤ 1,1 té un màxim global a x = 0,1 (una frontera), un mínim global a prop de {\displaystyle x=0,3}, un màxim local a prop de {\displaystyle x=0,6}, i un mínim local a prop de {\displaystyle x=1,0}. (Vegeu figura del cap de la pàgina.)
- La funció x3 + 3x² − 2x + 1 definida a l'interval tancat (segment) [−4,2] té: un màxim local a x = −1−√15⁄₃, un mínim local a x = −1+√15⁄₃, un màxim global a {\displaystyle x=2} i un mínim global a {\displaystyle x=-4}. (Vegeu figura de la dreta)

## Funcions de diverses variables
Per a funcions de més d'una variable, s'apliquen consideracions similars.

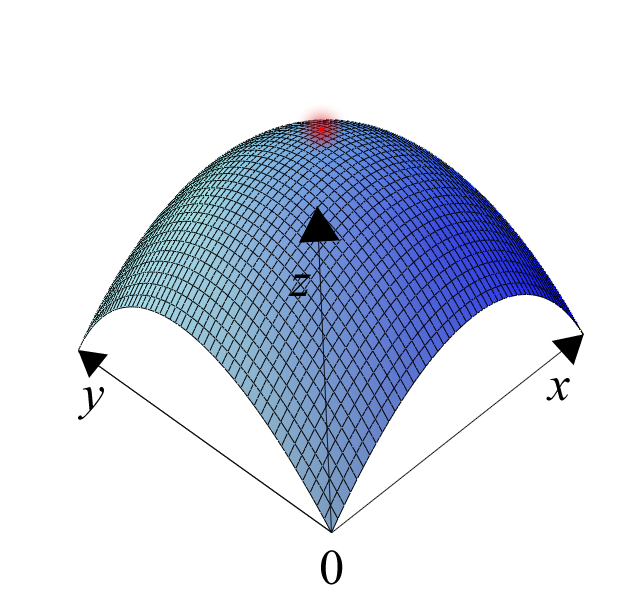
Superfície paraboloide amb un màxim marcat

Per exemple, a la figura de la dreta, les condicions necessàries perquè hi hagi un màxim local són similars a les que ha de complir una funció amb una variable. Les derivades parcials de primer ordre han de ser zero i les derivades parcials de segon ordre han de ser negatives. Si les derivades parcials de segon ordre són de signe diferent pot haver-hi punts de sella.